# 5 listopada
5 listopada jest 309. (w latach przestępnych 310.) dniem w kalendarzu gregoriańskim. Do końca roku pozostaje 56 dni.

## Święta
- Imieniny obchodzą: Blandyn, Blandyna, Dalimiar, Dalmir, Dominik, Elżbieta (data sprzed reformy Martyrologium Rzymskiego, obecnie przeniesione na 23 września), Filotea, Filoteusz, Florian, Gerald, Gwidon, Magnus, Marek, Sławomir, Sylwan, Teotym i Trofima
- Salwador – Pierwsze Wołanie o Niepodległość
- Wielka Brytania – Dzień Guya Fawkesa, święto fajerwerków.
- Wspomnienia i święta w Kościele katolickim[1][2] obchodzą:
  - bł. Bernard Lichtenberg
  - św. Gerald z Béziers (biskup)
  - św. Gwidon Maria Conforti (biskup)

## Wydarzenia w Polsce
- 1370 – Zmarł bez legalnego męskiego potomka Kazimierz III Wielki, ostatni król Polski z dynastii Piastów. 17 listopada na tron wstąpił jego siostrzeniec Ludwik Węgierski.
- 1401 – W Bieczu pomiędzy wysłannikami hrabiego Cilii Hermana a panami rady królewskiej doszło do odnowienia i potwierdzenia poprzedniego układu małżeńskiego Anny Cylejskiej z królem Polski Władysławem II Jagiełłą.
- 1525 – Został opracowany dokument regulujący zasady obsługi Dzwonu Zygmunt, zgodnie z którym miał on dzwonić 120 razy w roku w stałych terminach liturgicznych oraz dodatkowo z powodów ważnych wydarzeń państwowych lub w rodzinie królewskiej.
- 1577 – Król Stefan Batory zawarł układ pokojowy z Imperium Osmańskim.
- 1645 – Król Władysław IV Waza poślubił „per procura” swoją drugą żonę Ludwikę Marię Gonzagę.
- 1734 – Została zawiązana Konfederacja dzikowska.
- 1794 – Insurekcja kościuszkowska: kapitulacja Warszawy.
- 1830 – Fryderyk Chopin opuścił na zawsze Polskę.
- 1871 – Utworzono Ochotniczą Straż Pożarną w Częstochowie.
- 1893 – W Krakowie odbył się pogrzeb Jana Matejki.
- 1901 – Zainaugurowała działalność Filharmonia Warszawska.
- 1910 – W Warszawie ukazało się pierwsze wydanie żydowskiego dziennika w języku jidysz „Der Moment”.
- 1914 – I wojna światowa: wojska rosyjskie rozpoczęły drugie oblężenie Twierdzy Przemyśl.
- 1916 – Został ogłoszony tzw. Akt 5 listopada, który zapowiadał utworzenie Królestwa Polskiego pod kontrolą państw centralnych.
- 1918 – Rada Narodowa Księstwa Cieszyńskiego i Národní Výbor pro Slezsko porozumiały się w kwestii ustalenia tymczasowej granicy polsko-czechosłowackiej na Śląsku Cieszyńskim.
- 1919 – Założono AZS Poznań.
- 1922 – Odbyły się wybory do Sejmu RP (wybory do Senatu przeprowadzono 12 listopada).
- 1923 – PPS i Komisja Centralna Związków Zawodowych ogłosiły strajk powszechny.
- 1938 – Premiera komedii muzycznej Zapomniana melodia w reżyserii Jana Fethke i Konrada Toma.
- 1941 – Niemcy rozstrzelali około 400 niezdolnych do pracy Żydów z getta w Przemyślanach pod Lwowem.
- 1942 – W Trembowli (obecnie Ukraina) Niemcy zamordowali 109 Żydów, a 1091 wywieźli do obozu zagłady w Bełżcu.
- 1948 – Rozpoczął się proces działaczy PPS-Wolność, Równość, Niepodległość.
- 1966 – Pilot Stanisław Józefczak ustanowił na SZD-9 Bocian polski szybowcowy rekord absolutnej wysokości lotu (12 560 m).
- 1974 – Premiera polsko-radzieckiego dramatu psychologicznego Zapamiętaj imię swoje w reżyserii Siergieja Kołosowa.
- 1976 – W Filharmonii Narodowej w Warszawie odbyła się premiera poematu symfonicznego Kościelec 1909 Wojciecha Kilara.
- 1984 – Otwarto Zachodnią Obwodnicę Kielc.
- 1985 – W Wojewódzkim Ośrodku Kardiochirurgii w Zabrzu zespół pod kierunkiem Zbigniewa Religi dokonał pierwszej w Polsce udanej transplantacji serca.
- 1987 – Janina i Zbigniew Porczyńscy przekazali kolekcję blisko 400 obrazów na rzecz archidiecezji warszawskiej.
- 1995 – Odbyła się I tura wyborów prezydenckich. Do II tury przeszli: Aleksander Kwaśniewski i urzędujący prezydent Lech Wałęsa.
- 2007 – Prezydent RP Lech Kaczyński mianował pośmiertnie 11 generałów i jednego admirała na wyższe stopnie oraz 77 pułkowników i jednego komandora na stopień generała brygady (kontradmirała). Wszyscy mianowani to ofiary zbrodni katyńskiej z 1940 roku.
- 2010:
  - Otwarto Centrum Nauki „Kopernik” w Warszawie.
  - W Pruszkowie rozpoczęły się 1. Mistrzostwa Europy w Kolarstwie Torowym.

## Wydarzenia na świecie

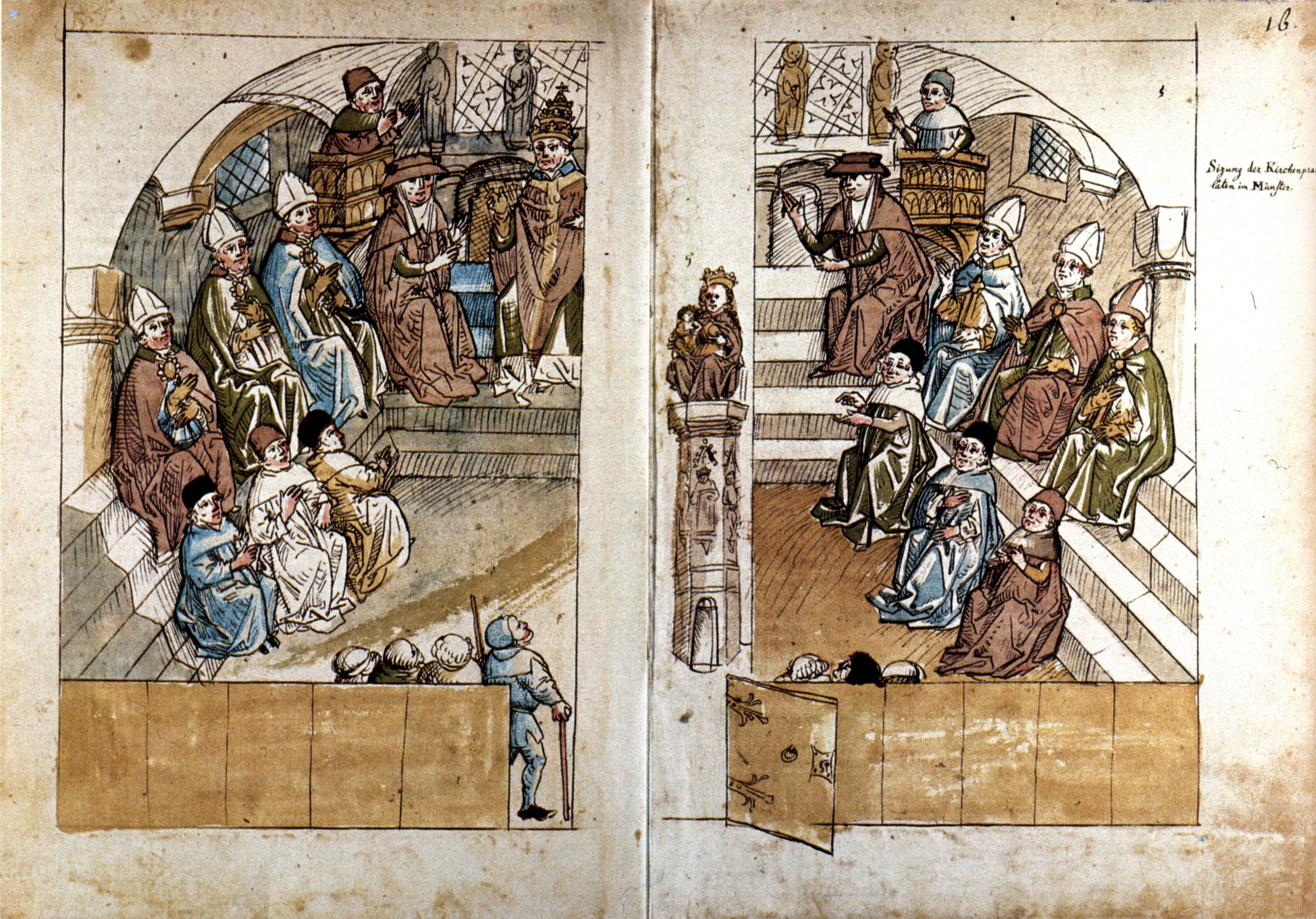
Biskupi debatujący z papieżem podczas soboru w Konstancji (1415)

- 1138 – Lý Anh Tông został w wieku 2 lat koronowany na cesarza Wietnamu.
- 1219 – V wyprawa krzyżowa: krzyżowcy zdobyli Damiettę.
- 1414 – Rozpoczął się sobór w Konstancji kończący Wielką Schizmę Zachodnią.
- 1530 – W Niderlandach w tzw. powodzi św. Feliksa zginęło około 100 tys. osób.
- 1556 – W II bitwie pod Panipatem, 80 km na północ od Delhi, armia Wielkich Mogołów pokonała wojska hinduskie pod wodzą generała Hemu, co umożliwiło Akbarowi dojście do władzy w Indiach.
- 1582 – Oddział kozacki pod dowództwem Jermaka Timofiejewicza, wysłany przez Iwana Groźnego za Ural, pokonał w bitwie na Przylądku Czuwaskim siły Chanatu Syberyjskiego, co otwarło Carstwu Moskiewskiemu drogę do podboju Syberii.
- 1605 – Udaremniono tzw. spisek prochowy, którego celem było wysadzenie budynku angielskiego parlamentu podczas obecności króla Jakuba I Stuarta.
- 1609 – Książę Wirtembergii Jan Fryderyk ożenił się z Barbarą Zofią Hohenzollern.
- 1634 – Powołano Göta hovrätt z siedzibą w Jönköping, jeden z 6 szwedzkich sądów apelacyjnych.
- 1688 – W Anglii wybuchła tzw. chwalebna rewolucja.
- 1704 – Rozpoczęto budowę Gmachu Admiralicji w Petersburgu.
- 1712 – Król Hiszpanii Filip V Burbon zrzekł się w imieniu swoim i swoich potomków praw do korony francuskiej.
- 1757 – Wojna siedmioletnia: król Prus Fryderyk II pobił armię francuską w bitwie pod Rossbach.
- 1780 – Wojownicy indiańscy z plemienia Miami pod wodzą Małego Żółwia zaatakowali obozowisko francuskiego awanturnika Augustine’a de La Balme nad rzeką Eel w Indianie, zabijając około 30 osób.
- 1805 – III koalicja antyfrancuska: taktyczne zwycięstwo wojsk francuskich nad austriacko-rosyjskimi w bitwie pod Amstetten.
- 1808 – Wojna na Półwyspie Iberyjskim: zwycięstwo wojsk hiszpańskich nad francuskimi w bitwie pod Valmasedą.
- 1811 – W Salwadorze wybuchło antyhiszpańskie powstanie.
- 1831 – Skazano na śmierć przywódcę powstania amerykańskich niewolników Nata Turnera.
- 1836 – José Bernardino de Portugal e Castro został premierem Portugalii.
- 1838 – Nikaragua wystąpiła ze Zjednoczonych Prowincji Ameryki Środkowej.
- 1849 – W Nowym Ermitażu w Petersburgu umieszczono ważącą 20 ton tzw. Carycę Waz.
- 1852 – Założono Amerykańskie Stowarzyszenie Inżynierów Cywilnych (ASCE).
- 1854 – Wojna krymska: zwycięstwo wojsk brytyjsko-francuskich nad rosyjskimi w bitwie pod Inkermanem.
- 1855 – Zawarto konkordat między Cesarstwem Austriackimi a Stolicą Apostolską.
- 1860 – Włoska wojna wyzwoleńcza: rozpoczęło się oblężenie Gaety.
- 1862:
  - Wojna secesyjna: prezydent Abraham Lincoln usunął gen. George’a McClellana ze stanowiska dowódcy Armii Unii.
  - Wojny z Indianami: w Minnesocie ponad 300 Siuksów zostało osądzonych i skazanych na powieszenie za napady i mordowanie osadników.
- 1864 – Wojna secesyjna: zwycięstwo Konfederatów w bitwie pod Johnsonville.
- 1872:
  - Francuski astronom Prosper Henry odkrył planetoidę (127) Johanna.
  - Ubiegający się o reelekcję Ulysses Grant wygrał wybory prezydenckie w USA.
- 1877 – Francuski astronom Paul Henry odkrył planetoidę (177) Irma.
- 1883 – Powstanie Mahdiego w Sudanie: zwycięstwo powstańców nad wojskami egipskimi w bitwie pod El-Obeid.
- 1890 – Teodoros Dilijanis został po raz drugi premierem Grecji.
- 1895 – George B. Selden opatentował pierwszy amerykański samochód.
- 1899:
  - Gheorghe Manu został premierem Rumunii.
  - Zakończyła się Belgijska Wyprawa Antarktyczna na statku „Belgica” z udziałem m.in. Henryka Arctowskiego i Antoniego Bolesława Dobrowolskiego.
- 1901 – Niemieccy astronomowie August Kopff i Max Wolf odkryli planetoidę (692) Hippodamia.
- 1906 – Maria Skłodowska-Curie wygłosiła swój pierwszy wykład na Sorbonie.
- 1911 – Wojna włosko-turecka: Włochy zajęły Trypolis i Cyrenajkę.
- 1912:
  - I wojna bałkańska: zwycięstwo wojsk serbskich nad tureckimi w bitwie pod Prilepem.
  - Thomas Woodrow Wilson wygrał wybory prezydenckie w USA.
  - Zwodowano austro-węgierski niszczyciel SMS „Tátra”.
- 1913 – Został odsunięty od władzy król Bawarii Otton I, a jego miejsce zajął Ludwik III.
- 1914 – I wojna światowa:
  - Wielka Brytania zajęła Cypr i razem z Francją wypowiedziała wojnę Imperium Osmańskiemu.
  - Zwycięstwo wojsk niemieckich nad brytyjskimi w bitwie pod Tangą w Niemieckiej Afryce Wschodniej.
- 1915 – Założono sekcję piłkarską klubu CR Vasco da Gama.
- 1917 – Tichon został wybrany na patriarchę Moskwy i całej Rusi.
- 1920 – Założono Komunistyczą Partię Estonii.
- 1921:
  - Otto Braun został po raz drugi premierem Prus.
  - Carlos Maia Pinto został premierem Portugalii.
- 1923 – W Lozannie rozpoczął się proces rosyjskiego oficera pochodzenia szwajcarskiego Maurice’a Conradiego, który 10 maja tego roku zastrzelił sowieckiego dyplomatę Wacława Worowskiego.
- 1925 – W podmoskiewskim lesie został rozstrzelany agent brytyjskiego wywiadu Sidney Reilly.
- 1929 – Niemiecki lekarz Werner Forßmann poinformował w czasopiśmie medycznym o przeprowadzonym na sobie pierwszym zabiegu cewnikowania serca.
- 1930 – Odbyła się 3. ceremonia wręczenia Oscarów.
- 1932 – W Groznym uruchomiono komunikację tramwajową.
- 1935:
  - Amerykańska firma Parker Brothers wprowadziło na rynek grę planszową Monopoly.
  - Milan Hodža został premierem Czechosłowacji.
- 1937 – Pierre Dupong został premierem Luksemburga.
- 1938 – Otwarto autostradę Berlin-Monachium.
- 1940:
  - Bitwa o Atlantyk: niemiecki krążownik ciężki „Admiral Scheer” zaatakował konwój HX-84, zatapiając krążownik pomocniczy HMS „Jervis Bay” i 5 innych statków.
  - Brytyjczycy przekazali polskiej Marynarce Wojennej niszczyciel ORP „Piorun” (poprzednio HMS „Nerissa”).
  - Franklin Delano Roosevelt wygrał po raz trzeci wybory prezydenckie w USA.
- 1941 – Admirał Isoroku Yamamoto wydał rozkaz operacyjny nr 1 dla Połączonej Floty, formułujący strategię działań przeciwko Hawajom, Malajom, Filipinom i Indiom Holenderskim.
- 1942:
  - II wojna światowa w Afryce: na Madagaskarze skapitulowały przed aliantami wojska Francji Vichy.
  - Bitwa o Atlantyk: w Cieśninie Duńskiej został zatopiony bombami głębinowymi przez amerykańską łódź latającą Consolidated PBY Catalina niemiecki okręt podwodny U-408 wraz z całą, 45-osobową załogą.
- 1943:
  - Niemiecki bombowiec zrzucił wieczorem 5 bomb na Watykan.
  - Rexhep Mitrovica został premierem Albanii.
  - W Tokio doszło do Zgromadzenia Narodów Wschodniej Azji, na które przybyli delegaci wszystkich narodów „stowarzyszonych” z Japonią.
- 1945 – Kolumbia przystąpiła do ONZ.
- 1949 – Kanclerz Konrad Adenauer zdecydował o przeznaczeniu Pałacu Schaumburg w Bonn na swoją rezydencję służbową.
- 1952 – Na Kamczatce wystąpiło, najpotężniejsze w historii Rosji, trzęsienie ziemi o magnitudzie 9,0, które wywołało falę tsunami.
- 1953 – Na Dnieprze w Kijowie otwarto Most Patona.
- 1955 – Wznowiła działalność odbudowana po zniszczeniach wojennych Opera Wiedeńska.
- 1956:
  - Kryzys sueski: wojska brytyjskie i francuskie zaatakowały i w ciągu dwóch dni wyparły Egipcjan ze strefy Kanału Sueskiego (operacja „Teleskop”).
  - Papież Pius XII ogłosił encyklikę Datis Nuperrime potępiającą radziecką interwencję na Węgrzech.
- 1961 – 110 osób (w tym 106 uczniów) zginęło w pożarze szkoły w wiosce Elbarusowo w Czuwaskiej ASRR.
- 1961 – 21 górników zginęło w wyniku eksplozji metanu w kopalni węgla kamiennego w osadzie Ny-Ålesund na Spitsbergenie.
- 1967:
  - 49 osób zginęło, a 78 zostało rannych w wyniku wykolejenia pociągu ekspresowego jadącego z Hastings w południowo-wschodnim Londynie.
  - Premiera 1. odcinka czechosłowackiego serialu animowanego Rozbójnik Rumcajs.
- 1968:
  - Richard Nixon wygrał wybory prezydenckie w USA.
  - Shirley Chisholm została wybrana do Izby Reprezentantów i jako pierwsza czarnoskóra kobieta w historii zasiadła w Kongresie USA.
  - Robotnik z Dniepropietrowska Wasyl Makuch dokonał w Kijowie samospalenia w proteście przeciwko przynależności Ukrainy do ZSRR.
- 1974 – W Grodnie uruchomiono komunikację trolejbusową.
- 1977 – Późniejszy prezydent USA George W. Bush ożenił się z Laurą Welch.
- 1979 – Ajatollah Ruhollah Chomejni ogłosił, że Stany Zjednoczone są „Wielkim Szatanem”.
- 1982 – W zakładach General Motors w Saragossie zjechał z linii montażowej pierwszy Opel Corsa.
- 1985:
  - Ali Hassan Mwinyi został prezydentem Tanzanii.
  - Na zamku w Beczowie nad Ciepłą (Czechy) odnaleziono XIII-wieczny relikwiarz świętego Maura, ukryty w zamkowej kaplicy w 1945 roku.
- 1989 – René Moawad został wybrany przez parlament na prezydenta Libanu.
- 1991 – Kiichi Miyazawa został premierem Japonii.
- 1994 – Były prezydent USA Ronald Reagan poinformował w liście do narodu, że zdiagnozowano u niego chorobę Alzheimera.
- 1995:
  - Eduard Szewardnadze wygrał wybory prezydenckie w Gruzji.
  - Po zamordowaniu Icchaka Rabina premierem Izraela został po raz drugi Szimon Peres.
- 1996:
  - Bill Clinton wygrał ponownie wybory prezydenckie w USA.
  - Prezydent Pakistanu Farooq Leghari zdymisjonował rząd Benazir Bhutto pod zarzutem korupcji, nepotyzmu i niekompetencji. Tymczasowym premierem został Meraj Khalid.
  - Prezydent Rosji Boris Jelcyn przeszedł operację serca, w czasie której obowiązki głowy państwa pełnił premier Wiktor Czernomyrdin.
- 2000 – W Addis Abebie odbył się ponowny pogrzeb zmarłego lub zamordowanego w 1975 roku w areszcie domowym ostatniego cesarza Etiopii Haile Selassie I.
- 2003 – Amerykanin Gary Ridgway („Zabójca znad Zielonej Rzeki”) został uznany za winnego dokonania 48 morderstw, za co skazano go na dożywotnie pozbawienie wolności.
- 2006:
  - Były iracki dyktator Saddam Husajn został wraz z dwoma współpracownikami skazany na karę śmierci.
  - Daniel Ortega został po raz drugi prezydentem Nikaragui
- 2009 – Służący w armii jako psychiatra mjr Nidal Malik Hasan otworzył ogień w bazie wojskowej Fort Hood w Teksasie, zabijając 13 osób i raniąc 29. Sprawca został postrzelony, a następnie aresztowany.
- 2010:
  - 22 osoby zginęły w katastrofie należącego do linii Jahangir Siddiqui Air samolotu pasażerskiego Beechcraft 1900 pod Karaczi w Pakistanie.
  - 67 osób zginęło, a 80 zostało rannych w zamachu bombowym na meczet w Darra Adam Khel w Pakistanie.
- 2012 – Wojna domowa w Syrii: w samobójczym zamachu bombowym na punkt wojskowy w wiosce Al-Zijara koło Hamy przeprowadzonym przez członka Frontu al-Nusra zginęło 50 żołnierzy regularnej armii i bojowników prorządowych.
- 2013:
  - Rozpoczęła się pierwsza indyjska misja międzyplanetarna Mars Orbiter Mission.
  - W Bangladeszu skazano na karę śmierci 152 strażników granicznych, oskarżonych o udział w buncie w 2009 roku, podczas którego zginęły 74 osoby. Ponadto 160 osób skazano na dożywocie, a 270 na niższe kary pozbawienia wolności.
- 2014 – Jeden z ostatnich obrazów Vincenta van Gogha Spokojne Życie, Waza ze Stokrotkami i Makami został sprzedany na aukcji w Nowym Jorku za 61,8 mln dolarów.
- 2015 – John Magufuli został prezydentem Tanzanii.
- 2017 – 26-letni były żołnierz Devin Kelley otworzył ogień w trakcie nabożeństwa w kościele baptystów w Sutherland Springs w Teksasie. Zginęło 27 osób (w tym sprawca i nienarodzone dziecko), a 20 zostało rannych.
- 2020 – Oskarżony przez prokuraturę Specjalnej Izby Sądowej Kosowa w Hadze o zbrodnie przeciwko ludzkości i zbrodnie wojenne prezydent Kosowa Hashim Thaçi ustąpił ze stanowiska. P.o. prezydenta została przewodnicząca Zgromadzenia Kosowa Vjosa Osmani.
- 2021 – W stolicy Sierra Leone Freetown doszło do eksplozji cysterny przewożącej paliwo, w wyniku czego zginęło 151 osób, a 304 zostały ranne.

## Eksploracja kosmosu
- 1964 – Nieudana próba wystrzelenia amerykańskiej sondy marsjańskiej Mariner 3.
- 1967 – Amerykański satelita geostacjonarny ATS-3 po raz pierwszy sfotografował tarczę Ziemi.
- 2007 – Chińska sonda Chang’e 1 weszła na orbitę Księżyca.
- 2013 – Z indyjskiego kosmodromu w Sriharikota wystrzelono sondę marsjańską.
- 2018 – W odległości 119 au od Słońca amerykańska sonda Voyager 2 przekroczyła heliopauzę i znalazła się w przestrzeni międzygwiezdnej.

## Urodzili się
- 1271 – Mahmud Ghazan, władca Persji (zm. 1304)
- 1494 – Hans Sachs, niemiecki poeta, dramaturg (zm. 1576)
- 1516 – Martin Helwig, niemiecki kartograf, pedagog (zm. 1574)
- 1549 – Philippe Duplessis Mornay, francuski myśliciel polityczny, teolog kalwiński, dyplomata (zm. 1623)
- 1607 – Anna Maria van Schurman, holenderska filozof, uczona, poetka pochodzenia niemieckiego (zm. 1678)
- 1613 – (data chrztu) Isaac de Benserade, francuski poeta, librecista (zm. 1691)
- 1615 – Ibrahim I, sułtan Imperium Osmańskiego (zm. 1648)
- 1619 – Philips Koninck, holenderski malarz (zm. 1688)
- 1642 – Nils Gyldenstolpe, szwedzki polityk, dyplomata (zm. 1709)
- 1648 – Zachariasz Modzelewski, polski jezuita, filozof (zm. 1710)
- 1652 – Władysław Jozafat Sapieha, marszałek Trybunału Głównego Wielkiego Księstwa Litewskiego, krajczy wielki litewski, wojewoda brzeskolitewski i miński (zm. 1733)
- 1666 – Attilio Ariosti, włoski kompozytor (zm. 1729)
- 1667 – Christoph Ludwig Agricola, niemiecki malarz (zm. 1719)
- 1669 – Leonhard Christoph Sturm, niemiecki pisarz, teoretyk architektury (zm. 1719)
- 1671 – Henri-Osvald de la Tour d’Auvergne de Bouillon, francuski duchowny katolicki, arcybiskup Vienne, kardynał (zm. 1747)
- 1690 – Fryderyk Ludwik, książę wirtemberski (zm. 1734)
- 1694 – Ricardo Wall, irlandzki wojskowy, dyplomata, polityk w służbie hiszpańskiej (zm. 1777)
- 1702 – Grégoire Orlyk, francuski dowódca wojskowy pochodzenia ukraińskiego (zm. 1759)
- 1705 – Louis-Gabriel Guillemain, francuski kompozytor, skrzypek (zm. 1770)
- 1715 – Feliks z Nikozji, włoski kapucyn, święty (zm. 1787)
- 1724 – Hadam Bohuchwał Šěrach, łużycki duchowny protestancki, pszczelarz (zm. 1773)
- 1727 – Ginés Andrés de Aguirre, hiszpański malarz (zm. 1800)
- 1728 – Franz Xaver von Wulfen, austriacki jezuita, biolog, zoolog, mineralog, alpinista (zm. 1805)
- 1733 – Michaił Chieraskow, rosyjski pisarz (zm. 1807)
- 1742 – Richard Cosway, brytyjski malarz miniaturzysta (zm. 1821)
- 1749:
  - Siergiej Golicyn, rosyjski książę, generał major (zm. 1810)
  - Jacques Mallet du Pan, francuski dziennikarz (zm. 1800)
- 1754 – Alessandro Malaspina, włosko-hiszpański podróżnik, odkrywca (zm. 1810)
- 1755 – Charlotte z Hesji-Darmstadt, księżna Meklemburgii-Strelitz (zm. 1785)
- 1757 – Joseph Inslee Anderson, amerykański polityk, senator (zm. 1937)
- 1770 – Dominique Vandamme, francuski hrabia, generał (zm. 1830)
- 1773 – Ludwik, książę pruski, dowódca wojskowy (zm. 1796)
- 1778 – Filippo Taglioni, włoski tancerz, choreograf (zm. 1871)
- 1779 – Washington Allston, amerykański malarz, prozaik, poeta (zm. 1843)
- 1781 – Maria Rafols, hiszpańska zakonnica, błogosławiona (zm. 1853)
- 1785 – Martin Münz, niemiecki anatom (zm. 1848)
- 1787 – John Richardson, szkocki chirurg okrętowy, naturalista, badacz Arktyki (zm. 1865)
- 1801 – Aleksander Krystian, hrabia Wirtembergii, oficer, poeta (zm. 1844)
- 1810:
  - Franciszek Jan Smolka, polski prawnik, polityk (zm. 1899)
  - Alphonso Taft, amerykański polityk (zm. 1891)
- 1814 – Karol Chełmiński, polski szlachcic, powstaniec, zesłaniec (zm. 1894)
- 1818 – Benjamin Butler, amerykański polityk (zm. 1893)
- 1819 – Szymon Marcin Kozłowski, polski duchowny katolicki, biskup łucki i żytomierski, arcybiskup mohylewski (zm. 1899)
- 1825 – Josef Adam Joakim Pippingsköld, fiński chirurg (zm. 1893)
- 1826 – Szczęsny Koziebrodzki, polski ziemianin, polityk, archeolog amator, uczestnik powstania styczniowego (zm. 1900)
- 1827:
  - Nikołaj Siewiercow, rosyjski przyrodnik, podróżnik (zm. 1885)
  - Helena Skirmunt, polska rzeźbiarka, malarka, uczestniczka powstania styczniowego, zesłaniec (zm. 1874)
- 1830 – Napoleon Hieronim Bonaparte, francuski pułkownik (zm. 1893)
- 1837 – Arnold Janssen, niemiecki zakonnik, założyciel zakonu werbistów, święty (zm. 1909)
- 1839 – Leopold Zoner, polski drukarz, wydawca, działacz społeczny (zm. 1915)
- 1843 – Harry Rawson, brytyjski admirał, administrator kolonialny (zm. 1910)
- 1846 – Edward S. Holden, amerykański astronom (zm. 1914)
- 1849 – Ruy Barbosa, brazylijski prawnik, pisarz, polityk (zm. 1923)
- 1850 – Ella Wheeler Wilcox, amerykańska poetka (zm. 1919)
- 1851 – Charles Dupuy, francuski polityk, premier Francji (zm. 1923)
- 1854 – Paul Sabatier, francuski chemik, laureat Nagrody Nobla (zm. 1941)
- 1858 – Joseph DeCamp, amerykański malarz (zm. 1923)
- 1864 – Hilda Szarlotta Wilhelmina von Nassau, księżniczka luksemburska, ostatnia wielka księżna Badenii (zm. 1952)
- 1867 – George Andrew Reisner, amerykański archeolog (zm. 1942)
- 1868 – Leonard Winterowski, polski malarz (zm. 1927)
- 1869:
  - Teofil Laśkiewicz, polski inżynier technolog, przemysłowiec (zm. 1925)
  - Nicholas Longworth, amerykański polityk (zm. 1931)
- 1870:
  - Chittaranjan Das, indyjski polityk (zm. 1925)
  - Artur Hausner, polski działacz socjalistyczny, polityk, poseł na Sejm Ustawodawczy i na Sejm RP (zm. 1941)
- 1871:
  - John Black Atkins, brytyjski dziennikarz, korespondent wojenny (zm. 1954)
  - Shūsui Kōtoku, japoński dziennikarz, tłumacz, działacz socjalistyczny i anarchistyczny (zm. 1911)
  - Zygmunt Wóycicki, polski botanik, wykładowca akademicki (zm. 1941)
- 1873 – Teddy Flack, australijski lekkoatleta, biegacz, tenisista (zm. 1935)
- 1875 – Kathleen Atkinson, amerykańska tenisistka (zm. 1957)
- 1876 – Raymond Duchamp-Villon, francuski rzeźbiarz (zm. 1918)
- 1878:
  - Michaił Arcybaszew, rosyjski pisarz (zm. 1927)
  - Kuźma Pietrow-Wodkin, rosyjski malarz, grafik (zm. 1939)
  - Dmitrij Trietjakow, ukraiński zoolog, anatom (zm. 1950)
- 1880:
  - Richard Oswald, austriacki reżyser filmowy (zm. 1963)
  - Mihail Sadoveanu, rumuński pisarz, polityk (zm. 1961)
- 1882 – Lajos Károly Horn, węgierski taternik, inżynier (zm. 1945)
- 1883:
  - Leon Loria, polski prawnik, taternik, narciarz, podpułkownik lotnictwa (zm. 1932)
  - Ernie Parker, australijski tenisista (zm. 1918)
- 1884: 
  - Wilfred Pallot, walijski hokeista na trawie (zm. 1957)
  - Wiktor Siwek, polski duchowny rzymskokatolicki (zm. 1941)[3]
- 1885:
  - Will Durant, amerykański historyk, filozof, pisarz (zm. 1981)
  - Karel Hugo Hilar, czeski reżyser teatralny, pisarz (zm. 1935)
- 1886 – Anna Makandina, rosyjska mniszka prawosławna (zm. 1938)
- 1887 – Robert van ’t Hoff, holenderski architekt, projektant mebli (zm. 1979)
- 1888 – Jan Jaworski, polski i rosyjski działacz komunistyczny (zm. 1962)
- 1892:
  - John Alcock, brytyjski lotnik (zm. 1919)
  - John B.S. Haldane, brytyjski biolog, genetyk (zm. 1964)
- 1893:
  - Raymond Loewy, amerykański projektant, pionier streamline (zm. 1986)
  - Stanisław Wolnowski, polski kapitan piechoty (zm. 1940)
- 1895:
  - Stanisława Groblewska, polska tenisistka (zm. 1974)
  - Witold Wolfram, polski kapitan piechoty (zm. 1940)
  - Zou Taofen, chiński dziennikarz, publicysta (zm. 1944)
- 1896:
  - Maurice Bizot, francuski pilot wojskowy, as myśliwski (zm. 1925)
  - Irena Nieżychowska, polska działaczka społeczna i narodowa (zm. 1939)
- 1897 – Maksymilian Brożek, polski malarz, grafik (zm. 1977)
- 1899 – Jack Bernstein, amerykański bokser pochodzenia żydowskiego (zm. 1945)
- 1900:
  - Phillip MacDonald, brytyjski pisarz, scenarzysta filmowy (zm. 1980)
  - Stanisław Michowski, polski pułkownik pilot (zm. 1952)
  - Natalie Schafer, amerykańska aktorka (zm. 1991)
  - Aleksandr Suchomlin, radziecki generał porucznik (zm. 1970)
  - Ethelwynn Trewavas, brytyjska ichtiolog (zm. 1993)
- 1901 – Bolesław Briks, polski działacz oświatowy (zm. 1988)
- 1902 – Antoni Sidorowicz, polski optyk, wykładowca akademicki (zm. 1972)
- 1903:
  - Charles Pacôme, francuski zapaśnik (zm. 1978)
  - Guillermo Saavedra, chilijski piłkarz, trener (zm. 1957)
- 1904 – Jānis Daliņš, łotewski lekkoatleta, chodziarz (zm. 1978)
- 1905:
  - Joel McCrea, amerykański aktor (zm. 1990)
  - Jules Pappaert, belgijski piłkarz (zm. 1945)
  - Louis Rosier, francuski kierowca wyścigowy (zm. 1956)
  - Dmitrij Szepiłow, radziecki polityk (zm. 1995)
- 1906:
  - Endre Kabos, węgierski szablista (zm. 1944)
  - Fred Whipple, amerykański astronom (zm. 2004)
- 1907:
  - Allan Bohlin, szwedzki aktor (zm. 1959)
  - Bruno Pellizzari, włoski kolarz torowy (zm. 1991)
  - Michał Wituszka, białoruski generał, polityk, działacz narodowy i emigracyjny (zm. 2006)
- 1909:
  - Lien Deyers, holenderska aktorka (zm. 1982)
  - Frank Moss, angielski piłkarz, bramkarz, trener (zm. 1970)
  - Marian Muszkat, polski prawnik, pułkownik, sędzia wojskowy pochodzenia żydowskiego (zm. 1995)
  - Milena Pavlović-Barili, serbska malarka (zm. 1945)
- 1911 – Roy Rogers, amerykański piosenkarz, aktor (zm. 1998)
- 1912:
  - Gustav Berauer, niemiecki kombinator norweski, biegacz narciarski (zm. 1986)
  - Leonardo Cilaurren, hiszpański piłkarz narodowości baskijskiej (zm. 1969)
  - Wilson Allen Wallis, amerykański ekonomista i statystyk (zm. 1998)
- 1913:
  - Zachariasz Abadia Buesa, hiszpański salezjanin, męczennik, błogosławiony (zm. 1936)
  - Guy Green, brytyjski reżyser filmowy (zm. 2005)
  - Vivien Leigh, brytyjska aktorka (zm. 1967)
- 1914:
  - Herbert Czaja, niemiecki polityk, działacz Związku Wypędzonych (zm. 1997)
  - Karl-Erik Grahn, szwedzki piłkarz, trener (zm. 1963)
  - Emil Żychiewicz, polski żeglarz jachtowy (zm. 2002)
- 1915 – Hugh Bradner, amerykański fizyk, wynalazca (zm. 2008)
- 1916:
  - Helena Kowalewska, polska nauczycielka, Sprawiedliwa wśród Narodów Świata (zm. 2018)
  - Madeleine Robinson, francuska aktorka (zm. 2004)
- 1917:
  - Sal Bartolo, amerykański bokser pochodzenia włoskiego (zm. 2002)
  - Jens Evensen, norweski prawnik, dyplomata (zm. 2004)
  - Michaił Kozłow, radziecki generał, polityk (zm. 2004)
  - Jim Taylor, angielski piłkarz (zm. 2001)
- 1918:
  - Gisela Arendt, niemiecka pływaczka (zm. 1969)
  - Homero Expósito, argentyński poeta (zm. 1987)
- 1919:
  - Félix Gaillard, francuski polityk, premier Francji (zm. 1970)
  - Jan Marek, polski porucznik piechoty, cichociemny (zm. 1943)
  - Herbert Schiller, amerykański krytyk mediów, socjolog, publicysta (zm. 2000)
- 1920:
  - Tommy Godwin, brytyjski kolarz torowy (zm. 2012)
  - Marian Jelita-Zaleski, polski artysta fotograf (zm. 2010)
  - Václav Lohniský, czeski aktor, reżyser (zm. 1980)
  - Douglass North, amerykański ekonomista, historyk, laureat Nagrody Banku Szwecji im. Alfreda Nobla w dziedzinie ekonomii (zm. 2015)
  - Franciszek I Albrecht von Ratibor, książę raciborski (zm. 2009)
- 1921:
  - György Cziffra, węgierski pianista (zm. 1994)
  - Fauzijja bint Fu’ad, egipska księżniczka, królowa perska (zm. 2013)
  - Krzysztof Grabowski, polski podoficer lotnictwa, żeglarz (zm. 1964)
- 1922:
  - Eloise Jensson, amerykańska projektantka kostiumów filmowych (zm. 2004)
  - Czesław Petelski, polski aktor, reżyser filmowy (zm. 1996)
  - Cecil H. Underwood, amerykański polityk (zm. 2008)
  - Jarogniew Wojciechowski, polski wychowanek salezjanów, męczennik, błogosławiony (zm. 1942)
- 1923 – Rudolf Augstein, niemiecki dziennikarz, publicysta (zm. 2002)
- 1924 – Ingrid Sandahl, szwedzka gimnastyczka (zm. 2011)
- 1925 – Władysław Ossowski, polski żołnierz ZWZ, kurier Polskiego Państwa Podziemnego (zm. 2000)
- 1926:
  - John Berger, brytyjski pisarz, malarz, krytyk sztuki (zm. 2017)
  - Regina Bielska, polska piosenkarka (zm. 2018)
  - Kazimierz Borczyk, polski działacz partyjny i państwowy, wojewoda skierniewicki (zm. 2016)
  - Zygmunt Chychła, polski bokser (zm. 2009)
  - Robert Fortier, amerykański aktor, tancerz, budowniczy łodzi, żeglarz, rybak (zm. 2005)
  - Leonard Kupka, polski rolnik, polityk, poseł na Sejm PRL (zm. 2001)
  - Ewa Mielcarek, polska przedsiębiorczyni, działaczka społeczna (zm. 2019)
- 1927:
  - Platon (Łobankow), rosyjski biskup prawosławny (zm. 1975)
  - Rodolfo Padrón, wenezuelski zapaśnik (zm. 2007)
- 1928:
  - Marek Adam Jaworski, polski dziennikarz, poeta, publicysta (zm. 2015)
  - Stefan Matalewski, polski meteorolog, oceanolog, wykładowca akademicki (zm. 2019)
  - Pierre Maublanc, francuski kierowca wyścigowy
  - Witold Pałka, polski malarz (zm. 2013)
  - Julian Stańczak, polski malarz (zm. 2017)
  - Walter Steinegger, austriacki skoczek narciarski (zm. 2022)
- 1929:
  - Manuel Batakian, amerykański duchowny katolicki, biskup Nowego Jorku (zm. 2021)
  - Lennart Johansson, szwedzki działacz piłkarski, prezydent UEFA (zm. 2019)
  - Grigorij Paniczkin, rosyjski lekkoatleta, chodziarz
- 1930:
  - Witold Bender, polski archeolog, prezes Kościoła Ewangelicko-Reformowanego w RP (zm. 2015)
  - Richard Davalos, amerykański aktor pochodzenia hiszpańsko-fińskiego (zm. 2016)
  - Clifford Irving, amerykański pisarz, dziennikarz śledczy (zm. 2017)
  - Hans Mommsen, niemiecki historyk, wykładowca akademicki (zm. 2015)
  - Wolfgang Mommsen, niemiecki historyk, wykładowca akademicki (zm. 2004)
- 1931:
  - Thomas B. Evans Jr., amerykański polityk
  - Leonard Duszeńko, polski leśniczy, działacz ROPCiO (zm. 2007)
  - Gotfryd Gremlowski, polski pływak, piłkarz wodny (zm. 1987)
  - Mirosław Ikonowicz, polski reporter
  - Kazimierz Jaworski, polski aktor (zm. 1984)
  - John Morris, brytyjski prawnik, polityk, minister ds. Walii, prokurator generalny Anglii i Walii (zm. 2023)
  - Jan Švéda, czeski wioślarz (zm. 2007)
  - Charles Taylor, kanadyjski filozof, wykładowca akademicki
  - Ike Turner, amerykański muzyk, producent muzyczny (zm. 2007)
- 1932:
  - Miroslav Červenka, czeski literaturoznawca, krytyk literacki, poeta, tłumacz (zm. 2005)
  - Algirdas Lauritėnas, litewski koszykarz (zm. 2001)
  - Ernst Oberaigner, austriacki narciarz alpejski (zm. 2023)
- 1933:
  - Giuseppe Ogna, włoski kolarz torowy i szosowy (zm. 2010)
  - Antti Tyrväinen, fiński biathlonista (zm. 2013)
- 1934:
  - Benito Cocchi, włoski duchowny katolicki, biskup Parmy, arcybiskup Modeny-Nonantoli (zm. 2016)
  - Kira Muratowa, ukraińska aktorka, reżyserka i scenarzystka filmowa (zm. 2018)
  - Alicja Sędzińska, polska aktorka (zm. 1990)
  - Anatolij Suczkow, ukraiński piłkarz, trener (zm. 2021)
- 1935:
  - Stanisław Batruch, polski malarz, pedagog (zm. 2015)
  - Piotr Wierzbicki, polski dziennikarz, pisarz, publicysta, krytyk muzyczny
- 1936:
  - Josef Nairz, austriacki bobsleista
  - Uwe Seeler, niemiecki piłkarz (zm. 2022)
  - Billy Sherrill, amerykański muzyk country (zm. 2015)
- 1937:
  - Izydor Adamski, polski dziennikarz, polityk, poseł na Sejm PRL (zm. 1983)
  - Karsten Meyer, niemiecki żeglarz sportowy
  - Harris Yulin, amerykański aktor (zm. 2025)
- 1938:
  - Barbara Eustachiewicz, polska gimnastyczka sportowa
  - (lub 7 listopada) Joe Dassin, amerykański piosenkarz francuskojęzyczny, kompozytor (zm. 1980)
  - Radivoj Korać, jugosłowiański koszykarz (zm. 1969)
  - César Luis Menotti, argentyński piłkarz, trener (zm. 2024)
  - Mieczysław Michalski, polski ekonomista, siatkarz, trener (zm. 2025)
- 1939:
  - Helena Ciepła, polska prawnik, sędzia Sądu Najwyższego
  - Jan Nowicki, polski aktor (zm. 2022)
  - Lobsang Tenzin, tybetański polityk, premier emigracyjnego Centralnego Rządu Tybetańskiego
  - Ewa Wiegandt, polska historyk literatury (zm. 2019)
- 1940:
  - Andrzej Kaźmierowski, polski geodeta, polityk, senator RP (zm. 1995)
  - Ted Kulongoski, amerykański polityk
  - Laurent Akran Mandjo, iworyjski duchowny katolicki, biskup Yopougon (zm. 2020)
  - Pavel Mikeska, czeski trener skoków narciarskich
  - Dmitrij Prigow, rosyjski poeta, rzeźbiarz, performer (zm. 2007)
  - Jaime Roldós Aguilera, ekwadorski prawnik, polityk, prezydent Ekwadoru (zm. 1981)
  - Ryoo Chang-kil, północnokoreański piłkarz
- 1941:
  - Art Garfunkel, amerykański wokalista, aktor pochodzenia żydowskiego
  - Romuald Kmiecik, polski kryminolog
  - Włodzimierz Nahorny, polski muzyk jazzowy, kompozytor
  - Raul Rojas, amerykański bokser (zm. 2012)
- 1942:
  - Monika Kotowska, polska pisarka, scenarzystka filmowa (zm. 2012)
  - Grzegorz Opala, polski neurolog, polityk, minister zdrowia
- 1943:
  - Mike Clifford, amerykański wokalista, aktor
  - Percy Hobson, australijski lekkoatleta, skoczek wzwyż (zm. 2022)
  - Bazyli Samojlik, polski ekonomista, polityk, minister finansów (zm. 2019)
  - Sam Shepard, amerykański dramaturg, scenarzysta, aktor (zm. 2017)
- 1944:
  - Henryk Bogdan, polski polityk, inżynier rolnik, poseł na Sejm RP
  - Feliks Szajnert, polski aktor (zm. 2024)
- 1945:
  - Elouise Cobell, amerykańska działaczka z plemienia Czarnych Stóp, finansistka, ekonomistka (zm. 2011)
  - Peter Pace, amerykański generał, przewodniczący Kolegium Połączonych Szefów Sztabów
  - Maria Grazia Pagano, włoska filozof, polityk, eurodeputowana (zm. 2022)
  - Nikołaj Tanajew, kirgiski polityk, wicepremier, premier Kirgistanu (zm. 2020)
- 1946:
  - Loleatta Holloway, amerykańska piosenkarka (zm. 2011)
  - Caroline Jackson, brytyjska polityk
  - Gram Parsons, amerykański gitarzysta, wokalista, członek zespołu The Byrds (zm. 1973)
  - Benedito Roberto, angolski duchowny katolicki, arcybiskup Malanje (zm. 2020)
  - Maciej Jerzy Serwański, polski historyk (zm. 2019)
- 1947:
  - Zacharias Jimenez, filipiński duchowny katolicki, biskup pomocniczy Butuan (zm. 2018)
  - Władłen Naumenko, ukraiński piłkarz, trener (zm. 2024)
  - Peter Noone, brytyjski muzyk, wokalista, członek zespołu Herman’s Hermits
  - François Roelants du Vivier, belgijski archeolog, polityk
  - Reima Virtanen, fiński bokser
- 1948:
  - Bob Barr, amerykański polityk
  - Janusz Gortat, polski bokser (zm. 2023)
  - Peter Hammill, brytyjski muzyk, wokalista, autor tekstów, kompozytor, członek zespołu Van der Graaf Generator
  - Ingrid Lafforgue, francuska narciarka alpejska
  - Bernard-Henri Lévy, francuski filozof, reżyser, pisarz
  - Anna Opatowska, polska aktorka
  - William D. Phillips, amerykański fizyk, laureat Nagrody Nobla
- 1949:
  - Armin Shimerman, amerykański aktor
  - Mieczysław Walkiewicz, polski lekarz, polityk, poseł na Sejm RP
- 1950:
  - Gary Fisher, amerykański wynalazca roweru górskiego
  - Dorota Grynczel, polska malarka (zm. 2018)
  - Janina Grzegorczyk, polska aktorka
  - Helena Jaczek, kanadyjska lekarka, polityk pochodzenia polskiego
  - Thorbjørn Jagland, norweski polityk, premier Norwegii
  - Grażyna Kulczyk, polska prawnik, kolekcjonerka i mecenas sztuki, bizneswoman
  - Lubow Rudowśka, ukraińska siatkarka
  - Chung Sye-kyun, koreański polityk, premier Korei Południowej
  - John Wester, amerykański duchowny katolicki, biskup Salt Lake City, arcybiskup Santa Fe
  - Piotr Zaborowski, polski aktor (zm. 1978)
- 1951:
  - Władimir Kiszkun, rosyjski lekkoatleta, tyczkarz
  - Pierre Mankowski, francuski piłkarz, trener pochodzenia polskiego
  - Janusz Ostapiuk, polski menadżer, samorządowiec, urzędnik państwowy, wiceminister środowiska (zm. 2022)
  - Elżbieta Płonka, polska polityk, działaczka samorządowa, wicemarszałek województwa lubuskiego, senator i poseł na Sejm RP
- 1952:
  - Ołeh Błochin, ukraiński piłkarz, trener
  - Cyryl Klimowicz, polski duchowny katolicki, biskup diecezji Świętego Józefa w Irkucku
  - Eugeniusz Postolski, polski polityk, wiceminister gospodarki, działacz sportowy (zm. 2012)
  - Vandana Shiva, indyjska filozof, fizyk, ekolog, publicystka, ekofeministka
  - Bill Walton, amerykański koszykarz (zm. 2024)
  - Wałerij Zujew, ukraiński piłkarz (zm. 2016)
- 1953:
  - Hugo Corro, argentyński bokser (zm. 2007)
  - Brad Fuller, amerykański kompozytor muzyki do gier komputerowych (zm. 2016)
- 1954:
  - Nílton Batata, brazylijski piłkarz
  - Przemysław Jałowiecki, polski anestezjolog, wykładowca akademicki (zm. 2023)
  - Alejandro Sabella, argentyński piłkarz, trener (zm. 2020)
  - Jeffrey Sachs, amerykański ekonomista, wykładowca akademicki pochodzenia żydowskiego
  - Stanisław Salaterski, polski duchowny katolicki, biskup pomocniczy tarnowski
- 1955:
  - Ana Cecilia Carrillo, peruwiańska siatkarka
  - Ulrich Hahn, niemiecki saneczkarz
  - Kris Jenner, amerykańska bizneswoman, osobowość telewizyjna
  - Leszek Koszytkowski, polski archiwista i bibliotekarz, działacz opozycji antykomunistycznej (zm. 2024)
  - Stanisław Kurpiewski, polski przedsiębiorca, polityk, poseł na Sejm RP
  - Tomasz Steifer, polski historyk, malarz, heraldyk (zm. 2015)
  - Oscar Wirth, chilijski piłkarz, bramkarz pochodzenia niemieckiego
- 1956:
  - Lawrendis Macheritsas, grecki wokalista i gitarzysta rockowy (zm. 2019)
  - Roque Paloschi, brazylijski duchowny katolicki, arcybiskup metropolita Porto Velho
- 1957:
  - Anette Bøe, norweska biegaczka narciarska
  - Jon-Erik Hexum, amerykański aktor (zm. 1984)
  - Nuno Severiano Teixeira, portugalski historyk, politolog, polityk
- 1958:
  - Marek Biegun, polski piłkarz
  - Robert Chojnacki, polski muzyk, kompozytor
  - Hervé Mariton, francuski polityk
  - Robert Patrick, amerykański aktor, producent filmowy
- 1959:
  - Bryan Adams, kanadyjski wokalista, gitarzysta, autor piosenek
  - Andrzej Czabański, polski morderca (zm. 1988)
  - Pierce O’Leary, irlandzki piłkarz
  - Wendy Sly, brytyjska lekkoatletka, biegaczka długodystansowa
  - Jimmy Vee, brytyjski kaskader, aktor
- 1960:
  - Alain Geiger, szwajcarski piłkarz
  - Tilda Swinton, brytyjska aktorka
  - Elżbieta Szczypek, polska scenarzystka filmowa
- 1961:
  - György Bognár, węgierski piłkarz
  - Charles Hobaugh, amerykański pułkownik piechoty morskiej, astronauta
  - Alan Poindexter, amerykański komandor, astronauta (zm. 2012)
  - Andrzej Schubert, polski hokeista
- 1962:
  - Benjamin Drew, amerykański pułkownik lotnictwa, astronauta
  - Steve Burtt, amerykański koszykarz, trener
  - Mariusz Mięsikowski, polski komandor
- 1963:
  - Sylva Fischerová, czeska poetka, pisarka
  - Hans Gillhaus, holenderski piłkarz
  - Ja’ir Lapid, izraelski dziennikarz, wojskowy, pisarz, aktor, scenarzysta, kompozytor, prezenter telewizyjny, bokser, polityk, premier Izraela
  - Tatum O’Neal, amerykańska aktorka
  - Jean-Pierre Papin, francuski piłkarz, trener
  - Muniek Staszczyk, polski wokalista, autor tekstów, lider zespołu T.Love
- 1964:
  - Abdelkader El Brazi, marokański piłkarz, bramkarz (zm. 2014)
  - Famke Janssen, holenderska aktorka, modelka
  - Eva Nowicki, polska szachistka
  - Eva Pavlová, czeska podpułkownik, pierwsza dama
  - Abédi Pelé, ghański piłkarz
- 1965:
  - Andrew Crosby, kanadyjski wioślarz
  - Grzegorz Emanuel, polski aktor, reżyser teatralny
  - Jo Min-ki, południowokoreański aktor (zm. 2018)
  - Peter Kjær, duński piłkarz, bramkarz
  - Luis Ortíz, portorykański bokser
  - Manushaqe Shehu, albańska generał
- 1966:
  - Angela Bismarchi, brazylijska aktorka, modelka, tancerka, pisarka
  - Urmas Kirs, estoński piłkarz, trener
  - Alexander Graf Lambsdorff, niemiecki dyplomata, polityk
  - Yasunori Miyabe, japoński łyżwiarz szybki
  - Nayim, hiszpański piłkarz
- 1967:
  - Colette Brand, szwajcarska narciarka dowolna
  - Mikke van Hool, belgijski kierowca wyścigowy
  - Kayah, polska piosenkarka, autorka tekstów, producentka muzyczna
  - Krzysztof Kiljański, polski wokalista popowy i jazzowy
  - Marcelo D2, brazylijski raper
  - Judy Reyes, amerykańska aktorka
  - Dorota Słomińska, polska szpadzistka
- 1968:
  - Nicoleta Alexandru, rumuńska piosenkarka
  - Bill Belzer, amerykański gitarzysta, perkusista, członek zespołu Uncle Tupelo
  - Sam Rockwell, amerykański aktor
  - The Prophet, holenderski producent muzyczny, wydawca, kompozytor
  - Ion Vlădoiu, rumuński piłkarz
  - Penny Wong, australijska polityk pochodzenia malezyjskiego
  - Mariusz Ziętek, polski waltornista
- 1969:
  - Meltem Cumbul, turecka aktorka
  - Mariusz Kieca, polski hokeista, bramkarz, trener
  - Ildikó Mádl, węgierska szachistka
  - Roxbert Martin, jamajski lekkoatleta, sprinter
  - Francisco Montana, amerykański tenisista
  - Tore Moren, norweski gitarzysta, kompozytor, producent muzyczny, członek zespołów Jørn i Arcturus
  - Stephanie Rehe, amerykańska tenisistka
  - Corrado Rollero, włoski pianista (zm. 2000)
- 1970:
  - Marcin Bosacki, polski dziennikarz, publicysta, dyplomata, polityk, senator RP
  - Niels Frederiksen, duński trener piłkarski
  - Siarhiej Lisztwan, białoruski zapaśnik
  - Shaun Murphy, australijski piłkarz
  - Mario Reiter, austriacki narciarz alpejski
- 1971:
  - Siergiej Bieriezin, rosyjski hokeista (zm. 2024)
  - Rana Dasgupta, brytyjski prozaik, eseista pochodzenia hinduskiego
  - Jonny Greenwood, brytyjski muzyk, członek zespołu Radiohead
  - Rob Jones, angielski piłkarz
  - Fernando Nélson, portugalski piłkarz
  - Corin Nemec, amerykański aktor
  - Erick Walder, amerykański lekkoatleta, skoczek w dal
- 1972:
  - Krasimir Awramow, bułgarski piosenkarz, autor tekstów
  - Zhang Xiangsen, chiński sztangista
- 1973:
  - Aleksiej Jaszyn, rosyjski hokeista
  - Marcin Turski, polski kierowca rajdowy (zm. 2020)
  - Gavin Wilkinson, nowozelandzki piłkarz
- 1974:
  - Ryan Adams, amerykański gitarzysta, wokalista, producent muzyczny
  - Ahmed Adel, emiracki piłkarz
  - Cassius Baloyi, południowoafrykański bokser
  - Robert Fraszko, polski hokeista
  - Angela Gossow, niemiecka wokalistka, autorka tekstów, menadżerka muzyczna, członkini zespołu Arch Enemy
  - Alejandra Guerrero Rodríguez, meksykańska szachistka
  - Boris Milošević, chorwacki prawnik, polityk narodowości serbskiej
  - Andrzej Nejman, polski aktor, reżyser, dyrektor teatru
  - Joanna Olesińska, polska lekkoatletka, skoczkini w dal
  - Dado Pršo, chorwacki piłkarz
  - Jane Saville, australijska lekkoatletka, chodziarka
  - Jerry Stackhouse, amerykański koszykarz
- 1975:
  - Wiktor Bondar, ukraiński prawnik, polityk
  - Crispina Correia, kabowerdyjska koszykarka
  - Giorgi Gachokidze, gruziński piłkarz
  - Sidonia Jędrzejewska, polska polityk, eurodeputowana
  - Grzegorz Kotyłło, polski dziennikarz, muzyk, wokalista, kompozytor, autor tekstów, członek zespołu Tipsy Train
  - Ryszard Pilarczyk, polski lekkoatleta, sprinter
  - İlahə Qədimova, azerska szachistka
  - Trecia Smith, jamajska lekkoatletka, trójskoczkini
  - Velvet, szwedzka piosenkarka
- 1976:
  - Sebastian Arcelus, amerykański aktor
  - Danzyl Bruwer, namibijski piłkarz, bramkarz
  - Kenji Inoue, japoński zapaśnik
  - Samuel Page, amerykański aktor
  - Ben Quayle, amerykański polityk
  - Ołeh Szełajew, ukraiński piłkarz
  - Rafał Szukiel, polski żeglarz sportowy
- 1977:
  - Sherry Argov, amerykańska pisarka
  - Mihai Covaliu, rumuński szablista
  - Dragiša Drobnjak, słoweński koszykarz
  - Justin Muzinich, amerykański polityk, zastępca sekretarza skarbu
  - Brittney Skye, amerykańska aktorka pornograficzna
  - Chasanbi Taow, rosyjski judoka
  - Maarten Tjallingii, holenderski kolarz szosowy
  - Richard Wright, angielski piłkarz, bramkarz
- 1978:
  - Michalis Chadzijanis, grecki piosenkarz, kompozytor
  - Anne Deluntsch, francuska zapaśniczka
  - Tina George, amerykańska zapaśniczka
  - Paulina Kaczanow, polska dziennikarka, publicystka
  - Wojciech Ołtarzewski, polski kick-boxer
  - Tomasz Stańczyk, polski żeglarz sportowy
  - Xavier Tondó, hiszpański kolarz szosowy (zm. 2011)
- 1979:
  - Patrick Owomoyela, niemiecki piłkarz pochodzenia nigeryjskiego
  - David Suazo, honduraski piłkarz
- 1980:
  - Antonella Del Core, włoska siatkarka
  - Mahmud Dżalal, bahrajński piłkarz
  - Masako Ishida, japońska biegaczka narciarska
  - Witalij Kiktiew, ukraiński siatkarz
  - Christoph Metzelder, niemiecki piłkarz
  - Hamza Mohammed, ghański piłkarz
  - David Solórzano, nikaraguański piłkarz
  - Jordi Trias, hiszpański koszykarz narodowości katalońskiej
  - Orkun Uşak, turecki piłkarz, bramkarz
  - Tomasz Wolny, polski dziennikarz i prezenter telewizyjny
- 1981:
  - Džemal Berberović, bośniacki piłkarz
  - Ilari Filppula, fiński hokeista
  - Luke Hemsworth, australijski aktor
  - Paweł Kawiecki, polski florecista
  - Ksienija Sobczak, rosyjska dziennikarka i prezenterka telewizyjna, celebrytka pochodzenia polsko-czeskiego
  - José Luis Villanueva, chilijski piłkarz
  - Ashley Walden, amerykańska saneczkarka
- 1982:
  - Zbigniew Białek, polski koszykarz
  - Saho Harada, japońska pływaczka synchroniczna
  - Rob Swire, australijski muzyk, wokalista, producent muzyczny, członek zespołów Pendulum i Knife Party
- 1983:
  - Iñaki Astiz, hiszpański piłkarz
  - Alexa Chung, brytyjska prezenterka telewizyjna i modelka
  - Mike Hanke, niemiecki piłkarz
  - Yusuf Mohamed, nigeryjski piłkarz
- 1984:
  - Deniz Akkoyun, holenderska modelka, aktorka pochodzenia tureckiego
  - Emilia Dębska, polska aktorka
  - Tobias Enström, szwedzki hokeista
  - Sebastian Hohenthal, szwedzki kierowca wyścigowy
  - Eliud Kipchoge, kenijski lekkoatleta, długodystansowiec
  - Olga Sarzyńska, polska aktorka
  - Nick Tandy, brytyjski kierowca wyścigowy
  - Nikołaj Żerdiew, rosyjski hokeista pochodzenia ukraińskiego
  - Luka Žorić, chorwacki koszykarz
- 1985:
  - Mattia Carpanese, włoski żużlowiec
  - Alexandra Girard, francuska wioślarka
  - Rimo Hunt, estoński piłkarz
  - Olga Kuczerienko, rosyjska lekkoatletka, skoczkini w dal
  - Silja Lehtinen, fińska żeglarka sportowa
- 1986:
  - BoA, południowokoreańska piosenkarka, aktorka, modelka
  - Giulia Decordi, włoska siatkarka
  - Cimafiej Dziejniczenka, białoruski zapaśnik
  - Matthew Goss, australijski kolarz szosowy i torowy
  - Ian Mahinmi, francuski koszykarz
  - Kasper Schmeichel, duński piłkarz, bramkarz
  - Nodiko Tatiszwili, gruziński piosenkarz
  - Kristina Trubina, kazachska siatkarka
  - Alexander Wolfe, niemiecki wrestler
- 1987:
  - Rafał Balcewicz, polski hokeista (zm. 2011)
  - Ruud Boffin, belgijski piłkarz, bramkarz
  - Kevin Jonas, amerykański gitarzysta, wokalista, członek zespołu Jonas Brothers
  - Kazuya Kaneda, japoński pływak
  - Jason Kelce, amerykański futbolista
  - O.J. Mayo, amerykański koszykarz
  - Anna Pietrzak, polska koszykarka
  - Ben Swift, brytyjski kolarz szosowy i torowy
- 1988:
  - Yannick Borel, francuski szpadzista
  - Luiza Gega, albańska lekkoatletka, biegaczka średnio- i długodystansowa
  - Elżbieta Paździerska, polska koszykarka
  - Małgorzata Stasiak, polska piłkarka ręczna
- 1989:
  - D.J. Kennedy, amerykański koszykarz
  - Víctor Laguardia, hiszpański piłkarz
- 1990:
  - Stefania Corna, włoska siatkarka
  - Jaume Domènech, hiszpański piłkarz, bramkarz
  - Luis Garrido, honduraski piłkarz
  - Paula Gorycka, polska kolarka górska i szosowa
- 1991:
  - Mireya Delgado, hiszpańska siatkarka
  - Flume, australijski kompozytor i wykonawca muzyki elektronicznej
  - Jadson, brazylijski piłkarz
  - Kübra Öztürk, turecka szachistka
  - Marco Rojas, nowozelandzki piłkarz pochodzenia chilijskiego
- 1992:
  - Klara Kocmanova, czeska polityczka
  - Piotr Kowal, polski polityk, samorządowiec, poseł na Sejm RP
  - Javon McCrea, amerykański koszykarz
  - Magomied Ozdojew, rosyjski piłkarz pochodzenia inguskiego
  - Marco Verratti, włoski piłkarz
- 1993:
  - Kłym Artamonow, ukraiński koszykarz
  - Trayon Bobb, gujański piłkarz
  - Colton Sissons, kanadyjski hokeista
- 1994:
  - Motlomelo Mkhwanazi, lesotyjski piłkarz
  - Tomohiro Yamamoto, japoński siatkarz
- 1995:
  - Shin Do-hyun, południowokoreańska aktorka i modelka
  - Trey Lyles, kanadyjski koszykarz
  - Theo Pinson, amerykański koszykarz
- 1996:
  - Sebastian Dahlström, fiński piłkarz pochodzenia szwedzkiego
  - Tim-Kevin Ravnjak, słoweński snowboardzista
- 1997:
  - Jordan Bone, amerykański koszykarz
  - Chris Mepham, walijski piłkarz
- 1998:
  - Champion Allison, amerykański lekkoatleta, sprinter
  - Juan José Calero, kolumbijski piłkarz
  - Saliha Şahin, turecka siatkarka
  - Elijah Seymour, kajmański piłkarz
  - Takehiro Tomiyasu, japoński piłkarz
- 1999:
  - Martina Fidanza, włoska kolarka szosowa i torowa
  - Loena Hendrickx, belgijska łyżwiarka figurowa
  - Naruha Matsuyuki, japońska zapaśniczka
  - Yasuha Matsuyuki, japońska zapaśniczka
  - Ismahila Ouédraogo, burkiński piłkarz
- 2000 – Tatsunori Otsuka, japoński siatkarz
- 2001:
  - Fatjesa Gegollaj, chorwacka piłkarka pochodzenia kosowskiego
  - Roxanne Perez, amerykańska wrestlerka
- 2002:
  - Ben Elliott, kameruński piłkarz
  - Vicente Pizarro, chilijski piłkarz
- 2003:
  - Shea Charles, północnoirlandzki piłkarz
  - Julian Phillips, amerykański koszykarz
- 2004 – Leja Garifullina, rosyjska szachistka

## Zmarli
- 1011 – Matylda, księżniczka szwabska, opatka klasztoru w Essen (ur. 949)
- 1123 – Gerald z Béziers, francuski duchowny katolicki, biskup, święty (ur. ok. 1070)
- 1208 – Heinrich I Walpot von Bassenheim, wielki mistrz zakonu krzyżackiego (ur. ?)
- 1369 – Nicolas de Besse, francuski kardynał (ur. 1322)
- 1370 – Kazimierz III Wielki, król Polski (ur. 1310)
- 1381 – Jan z Buska, polski polityk, dyplomata (ur. ?)
- 1459 – John Fastolf, angielski rycerz (ur. ?)
- 1464 – Małgorzata z Szamotuł, księżna bełska i raciborska (ur. ?)
- 1500 – (lub 5 czerwca) Jan Amor Tarnowski, polski magnat, polityk (ur. ?)
- 1511 – Gabriele de’ Gabrielli, włoski duchowny katolicki, biskup Urbino, kardynał (ur. 1445)
- 1515 – Mariotto Albertinelli, włoski malarz (ur. 1474)
- 1526 – Scipione del Ferro, włoski matematyk, wykładowca akademicki (ur. 1465)
- 1540 – Francisco de los Ángeles Quiñones, hiszpański franciszkanin, generał zakonu, kardynał (ur. 1475)
- 1559 – Motonobu Kanō, japoński malarz (ur. 1476)
- 1585 – Pontus De la Gardie, szwedzki dowódca wojskowy pochodzenia francuskiego (ur. 1520)
- 1596 – Andreas Jerin, niemiecki duchowny katolicki, biskup wrocławski (ur. 1540)
- 1630 – Charles Malapert, flamandzki jezuita, uczony (ur. 1581)
- 1642 – Zygmunt Karol Radziwiłł, krajczy wielki litewski, podczaszy wielki litewski, wojewoda nowogródzki (ur. 1591)
- 1660 – Alexandre de Rhodes, francuski jezuita, misjonarz (ur. 1591)
- 1669 – Johannes Cocceius, holenderski teolog reformowany, hebraista pochodzenia niemieckiego (ur. 1603)
- 1675 – Adelaer, duński żeglarz (ur. 1622)
- 1714 – Bernardino Ramazzini, włoski lekarz (ur. 1633)
- 1726 – Antonio Pacchioni, włoski lekarz, anatom (ur. 1665)
- 1736 – Tomasz Jan Romanowski, polski szlachcic, polityk (ur. ?)
- 1741 – (lub 2 listopada) Giovanni Antonio Pellegrini, włoski malarz, rysownik (ur. 1675)
- 1758 – Hans Egede, norweski misjonarz luterański (ur. 1686)
- 1772 – Pieter Steyn, holenderski polityk (ur. 1706)
- 1775 – Christian IV Wittelsbach, hrabia palatyn i książę Palatynatu-Zweibrücken (ur. 1722)
- 1790 – Roch Zbijewski, polski szlachcic, polityk (ur. 1710)
- 1803 – Michał Franciszek Karpowicz, polski duchowny katolicki, biskup wigierski, kaznodzieja, poeta (ur. 1744)
- 1805 – Giovanni Andrea Archetti, włoski kardynał, dyplomata (ur. 1731)
- 1807:
  - Johann Friedrich Wilhelm Herbst, niemiecki naturalista, entomolog, karcynolog (ur. 1743)
  - Angelika Kauffmann, szwajcarska malarka (ur. 1741)
- 1818 – Heinrich Friedrich Füger, austriacki malarz (ur. 1751)
- 1819 – Aleksander Kucharski, polski malarz (ur. 1741)
- 1828 – Maria Fiodorowna, caryca Rosji (ur. 1759)
- 1831 – Johan Frederik Clemens, duński malarz (ur. 1748)
- 1832 – Armand Samuel de Marescot, francuski generał, inżynier (ur. 1758)
- 1839:
  - Claude-Henri Belgrand de Vaubois, francuski generał (ur. 1748)
  - Simon Bernard, francuski generał (ur. 1779)
- 1850:
  - Eugenia Bocquel, francuska pisarka, tłumaczka (ur. 1799)
  - Ferdynand Karol Józef Habsburg-Este, arcyksiążę austriacki, feldmarszałek (ur. 1781)
- 1853 – János Garay, węgierski poeta, dramatopisarz (ur. 1812)
- 1858 – Dominik Hà Trọng Mậu, wietnamski dominikanin, męczennik, święty (ur. ok. 1794)
- 1870 – Julian Bartoszewicz, polski slawista, historyk, encyklopedysta, wykładowca akademicki (ur. 1821)
- 1871:
  - Frederick Wadsworth Loring, amerykański dziennikarz, prozaik, poeta (ur. 1848)
  - Michał Mrozowicki, polski kapitan Legionu Polskiego na Węgrzech (ur. 1826)
- 1872 – Thomas Sully, amerykański malarz portrecista pochodzenia brytyjskiego (ur. 1783)
- 1874 – Virgilio Calori, włoski tancerz, baletmistrz (ur. 1832)
- 1875 – Robert von Mohl, niemiecki prawnik, filozof i teoretyk prawa, polityk (ur. 1799)
- 1879 – James Clerk Maxwell, szkocki fizyk, matematyk (ur. 1831)
- 1880 – Aleksander Tyszyński, polski historyk literatury, prawnik (ur. 1811)
- 1881 – Pietro Giannelli, włoski kardynał (ur. 1807)
- 1891 – Aleksander Ładnowski, polski aktor komiczny, dramaturg, reżyser teatralny (ur. 1815)
- 1897 – Nicolaus Kleinenberg, niemiecki biolog (ur. 1842)
- 1899 – Franciszek Jan Smolka, polski prawnik, działacz niepodległościowy, polityk, poseł do Sejmu Krajowego Galicji (ur. 1810)
- 1900 – Volkmar Meitzen, niemiecki górnik, sztygar, dyrektor kopalni, samorządowiec (ur. 1822)
- 1904 – Karol Brzozowski, polski poeta, botanik, geolog, geograf, etnolog, powstaniec (ur. 1821)
- 1906 – Fritz Thaulow, norweski malarz (ur. 1847)
- 1908 – Andrew Graham, irlandzki astronom (ur. 1815)
- 1911 – Nachman Kopald, polski architekt pochodzenia żydowskiego (ur. 1834)
- 1912 – Botho zu Eulenburg, pruski polityk, premier Prus (ur. 1831)
- 1914:
  - Władysław Antoniewski, polski aktor, reżyser teatralny, dyrektor teatrów (ur. 1862)
  - William Montagu-Douglas-Scott, brytyjski arystokrata, polityk (ur. 1831)
  - August Weismann, niemiecki biolog, genetyk, wykładowca akademicki (ur. 1834)
- 1915:
  - Jan Łysek, polski nauczyciel, działacz kulturalno-oświatowy, poeta, żołnierz Legionów Polskich (ur. 1887)
  - Konstanty Majewski, polski żołnierz Legionów Polskich (ur. 1892)
  - Tadeusz Szewera, polski żołnierz Legionów Polskich (ur. 1892)
  - Leopold Tyszkiewicz, polski żołnierz Legionów Polskich (ur. 1896)
  - Tadeusz Józef Żuliński, polski lekarz, porucznik (ur. 1889)
- 1916:
  - Oskar Hoffmann, niemiecki architekt (ur. 1850)
  - Ałaiza Paszkiewicz, białoruska poetka, działaczka społeczno-polityczna, publicystka (ur. 1876)
  - Francesco Salesio della Volpe, włoski kardynał (ur. 1844)
- 1917 – Čeněk Gregor, czeski architekt, polityk, burmistrz Pragi (ur. 1847)
- 1918:
  - Andrzej Battaglia, polski plutonowy podchorąży Legionów Polskich (ur. 1895)
  - Jan Boguszewski, polski lekarz, podporucznik Legionów Polskich (ur. 1881)
  - Wiktor Kamieński, polski podporucznik (ur. 1893)
  - Roman Malinowski, rosyjski działacz bolszewicki pochodzenia polskiego (ur. 1877)
  - Arthur John Palliser, australijski pilot wojskowy, as myśliwski (ur. 1890)
- 1920:
  - Gustav von Bunge, niemiecki fizjolog, biochemik, wykładowca akademicki (ur. 1844)
  - Théodore Flournoy, szwajcarski psycholog, wykładowca akademicki (ur. 1854)
  - Maciej Mikołaj Radziwiłł, polski ziemianin, działacz gospodarczy, polityk (ur. 1873)
  - Henryk Salwe, polski szachista pochodzenia żydowskiego (ur. 1862)
- 1925 – Sidney Reilly, brytyjski agent wywiadu pochodzenia żydowskiego (ur. 1874)
- 1926 – Draga Ljočić, serbska lekarka, feministka, socjalistka (ur. 1855)
- 1927:
  - Augusta Déjerine-Klumpke, francuska neurolog pochodzenia amerykańskiego (ur. 1859)
  - Emmanuel Augusto Nery, brazylijski piłkarz (ur. 1892)
- 1930:
  - Christiaan Eijkman, holenderski lekarz, laureat Nagrody Nobla (ur. 1858)
  - Luigi Facta, włoski dziennikarz, polityk, premier Włoch (ur. 1861)
  - Bohdan Janusz, polsko-ukraiński archeolog, historyk, etnograf, konserwator zabytków (ur. 1889)
  - Stanisław Wilhelm Lilpop, polski przemysłowiec, fotograf (ur. 1863)
  - Icchak Szlosberg, polski dyrygent, aranżer, kompozytor pochodzenia żydowskiego (ur. 1877)
- 1931:
  - Gwidon Maria Conforti, włoski duchowny katolicki, arcybiskup Rawenny, biskup Parmy, święty (ur. 1865)
  - Konrad Stäheli, szwajcarski strzelec sportowy (ur. 1866)
- 1933:
  - Luna Drexlerówna, polska malarka, rzeźbiarka (ur. 1882)
  - Texas Guinan, amerykańska aktorka (ur. 1884)
  - Nikołaj Łochwicki, rosyjski generał porucznik (ur. 1867)
- 1935 – Boris Lelawski, rosyjski polityk, poeta, publicysta, emigracyjny działacz państwowy (ur. 1886)
- 1937:
  - Hadji Ali, egipski artysta wodewilowy (ur. ?)
  - Bolesław Leśmian, polski poeta, notariusz pochodzenia żydowskiego (ur. 1877)
  - Josef Rovenský, czeski aktor, reżyser (ur. 1894)
- 1938:
  - Thomas Wilmer Dewing, amerykański malarz (ur. 1851)
  - Georges Urbain, francuski chemik (ur. 1872)
- 1939 – Jan Galicz, polski nauczyciel, działacz narodowy, społeczny i turystyczny pochodzenia chorwackiego (ur. 1874)
- 1940:
  - Florian Białka, polski kleryk, męczennik, Sługa Boży (ur. 1918)
  - Edward Fegen, brytyjski komandor pochodzenia irlandzkiego (ur. 1891)
- 1941:
  - Arndt Pekurinen, fiński pacyfista, obdżektor (ur. 1905)
  - Augustyn Serożyński, polski ziemianin, działacz społeczny, polityk, senator i poseł na Sejm RP (ur. 1883)
- 1942:
  - Oscar Geier, szwajcarski bobsleista (ur. 1882)
  - Aleksiej Sadżaja, radziecki funkcjonariusz organów bezpieczeństwa, polityk (ur. 1898)
  - Andriej Zodeława, radziecki funkcjonariusz organów bezpieczeństwa, polityk (ur. 1905)
- 1943:
  - Aspazija, łotewska poetka, dramatopisarka (ur. 1865)
  - Idhomeno Kosturi, albański działacz narodowy, polityk (ur. 1873)
  - Bernard Lichtenberg, niemiecki duchowny katolicki, męczennik, błogosławiony (ur. 1875)
  - Ignacy Schiper, polski prawnik, historyk, orientalista, polityk, poseł na Sejm RP pochodzenia żydowskiego (ur. 1884)
  - Zdzisław Stuglik, polski entomolog, muzealnik (ur. 1903)
- 1944:
  - Alexis Carrel, francuski chirurg, filozof, laureat Nagrody Nobla (ur. 1873)
  - Chaczik Hakopdżanian, ormiański i radziecki polityk (ur. 1902)
  - Konstantin Pokrowski, rosyjski astronom, wykładowca akademicki, pisarz, działacz społeczny (ur. 1868)
- 1945 – Hans Sølling, duński neurochirurg pochodzenia szwedzkiego (ur. 1879)
- 1946:
  - Ferenc Fékétehalmy-Czeydner, węgierski generał, kolaborant, zbrodniarz wojenny (ur. 1890)
  - József Grassy, węgierski generał, kolaborant, zbrodniarz wojenny (ur. 1894)
  - Wiktor Manc, polski artysta cyrkowy (ur. 1883)
  - Zygmunt Stojowski, polski pianista, kompozytor (ur. 1870)
- 1948:
  - Peter Goldmann, niemiecki funkcjonariusz i zbrodniarz nazistowski (ur. 1914)
  - Anton Klein, niemiecki funkcjonariusz i zbrodniarz nazistowski (ur. 1916)
  - Fabian Richter, niemiecki funkcjonariusz i zbrodniarz nazistowski (ur. 1912)
  - Paul Tremmel, niemiecki funkcjonariusz i zbrodniarz nazistowski (ur. 1909)
- 1950 – Mitchell Red Cloud, amerykański kapral pochodzenia indiańskiego (ur. 1924)
- 1951:
  - Bolesław Krzyżanowski, polski pułkownik dyplomowany (ur. 1897)
  - Zdeněk V. Tobolka, czeski historyk, księgoznawca, polityk (ur. 1874)
  - Agrippina Waganowa, rosyjska tancerka, pedagog (ur. 1879)
  - Reggie Walker, południowoafrykański lekkoatleta, sprinter (ur. 1889)
- 1953:
  - Alain Guynot de Boismenu, francuski duchowny katolicki, misjonarz, arcybiskup, wikariusz apostolski Nowej Gwinei/Papui, czcigodny Sługa Boży (ur. 1870)
  - Stanisław Rola-Arciszewski, polski pułkownik, publicysta (ur. 1888)
- 1954 – Stig Dagerman, szwedzki pisarz (ur. 1923)
- 1955:
  - Grzegorz (Czukow), rosyjski biskup prawosławny (ur. 1870)
  - Charley Toorop, holenderska malarka, litografka (ur. 1891)
  - Maurice Utrillo, francuski malarz, grafik (ur. 1883)
- 1956:
  - Jules-Géraud Saliège, francuski duchowny katolicki, arcybiskup Tuluzy, kardynał (ur. 1870)
  - Art Tatum, amerykański pianista jazzowy (ur. 1909)
  - Alfred Powell Wadsworth, brytyjski dziennikarz (ur. 1890/91)
- 1959:
  - Louis-Joseph-Marie Auneau, francuski duchowny katolicki, misjonarz, wikariusz apostolski Shiré w Malawi (ur. 1876)
  - Włodzimierz Rachmistruk, polski generał brygady (ur. 1879)
- 1960:
  - Ward Bond, amerykański aktor (ur. 1903)
  - August Gailit, estoński pisarz, dziennikarz (ur. 1891)
  - Kornel Michejda, polski chirurg (ur. 1887)
  - Mack Sennett, amerykański reżyser i producent filmowy pochodzenia kanadyjskiego (ur. 1880)
- 1961:
  - Ludmiła Jakubczak, polska piosenkarka, tancerka (ur. 1939)
  - Lubomir Szopiński, kaszubski kompozytor, dyrygent, wiolonczelista (ur. 1913)
- 1962 – Antanas Purėnas, litewski chemik, działacz społeczny i kulturalny (ur. 1881)
- 1963:
  - Luis Cernuda, hiszpański poeta, krytyk literacki (ur. 1902)
  - Jean Deny, francuski orientalista, językoznawca (ur. 1879)
  - Stefan Stefański, polski dziennikarz (ur. 1910)
- 1964:
  - Alexander Boscovich, izraelski kompozytor (ur. 1907)
  - John S. Robertson, kanadyjski aktor i reżyser filmowy (ur. 1878)
  - Leon Rzewuski, polski kapitan, pianista, kompozytor (ur. 1902)
  - Lansdale Ghiselin Sasscer, amerykański polityk (ur. 1893)
- 1965 – Jan Chmurowicz, polski generał brygady (ur. 1887)
- 1966 – Dietrich von Choltitz, niemiecki generał piechoty (ur. 1894)
- 1967:
  - Joseph Kesselring, amerykański prozaik, dramaturg (ur. 1902)
  - Robert Nighthawk, amerykański wokalista i gitarzysta bluesowy (ur. 1909)
  - Maksymos IV Saigh, syryjski duchowny katolicki Kościoła melchickiego, patriarcha Antiochii, kardynał (ur. 1878)
  - Tadeusz Hieronim Wysocki, polski kapitan marynarki (ur. 1904)
- 1968:
  - Franz Dölger, niemiecki historyk (ur. 1891)
  - Estelle Hemsley, amerykańska aktorka (ur. 1887)
  - Artur Tur, polski poeta, autor tekstów piosenek i skeczów (ur. 1894)
- 1970 – Wanda Szczepańska, polska aktorka (ur. 1895)
- 1971:
  - Lothar Berger, niemiecki generał major (ur. 1900)
  - Ludwik Borawski, polski architekt (ur. 1925)
  - Luigi Tasselli, włoski kolarz torowy (ur. 1901)
- 1972:
  - Reginald Owen, brytyjski aktor (ur. 1887)
  - Erich Maren Schlaikjer, amerykański geolog, paleontolog (ur. 1905)
  - Alfred Schmidt, estoński sztangista (ur. 1898)
- 1973:
  - Oskar Bartel, polski historyk Kościoła, wykładowca akademicki (ur. 1893)
  - Joaquín Maurín, hiszpański dziennikarz, polityk komunistyczny (ur. 1896)
  - Alfred Romer, amerykański paleontolog, wykładowca akademicki (ur. 1894)
- 1974 – Patrick Buchan-Hepburn, brytyjski polityk (ur. 1901)
- 1975:
  - Annette Kellerman, australijska pływaczka, aktorka (ur. 1887)
  - Julian Smith, amerykański generał (ur. 1885)
  - Edward Lawrie Tatum, amerykański genetyk, laureat Nagrody Nobla (ur. 1909)
- 1976:
  - Willi Hennig, niemiecki entomolog, wykładowca akademicki (ur. 1913)
  - Franciszek Szymczyk, polski kolarz torowy, działacz sportowy (ur. 1892)
- 1977:
  - René Goscinny, francuski pisarz, scenarzysta pochodzenia polsko-żydowskiego (ur. 1926)
  - Guy Lombardo, kanadyjski skrzypek, kierownik orkiestry rozrywkowej (ur. 1902)
  - Kazimierz Malinowski, polski profesor nauk humanistycznych, muzeolog (ur. 1907)
  - Aleksiej Stachanow, radziecki górnik, przodownik pracy (ur. 1906)
  - Leon Wanat, polski nauczyciel, pisarz (ur. 1906)
- 1979:
  - Boris Dieriugin, radziecki polityk (ur. 1916)
  - Henryk Lothamer, polski pisarz, scenarzysta (ur. 1945)
  - Henryk Luft-Lotar, polski aktor, reżyser teatralny pochodzenia żydowskiego (ur. 1901)
  - Amedeo Nazzari, włoski aktor (ur. 1907)
- 1980:
  - Hermann Niehoff, niemiecki generał (ur. 1897)
  - Adrienne Thomas, niemiecka pisarka (ur. 1897)
- 1981:
  - Friedrich-August von Brühl, niemiecki podpułkownik (ur. 1913)
  - Jean Eustache, francuski reżyser, scenarzysta i montażysta filmowy (ur. 1938)
  - Stanisław Mazur, polski matematyk, wykładowca akademicki (ur. 1905)
  - Josef Plojhar, czeski duchowny katolicki, polityk (ur. 1902)
- 1982:
  - Santiago Amat, hiszpański żeglarz sportowy (ur. 1887)
  - Yves Ciampi, francuski reżyser filmowy (ur. 1921)
  - Miloš Klimek, słowacki piłkarz (ur. 1924)
  - Victor Michel, belgijski partyzant, związkowiec, polityk (ur. 1915)
- 1984:
  - Ștefan Bârsănescu, rumuński pedagog (ur. 1895)
  - Domien Jacobo, belgijski gimnastyk (ur. 1897)
- 1986:
  - Adolf Brudes, niemiecki kierowca wyścigowy (ur. 1899)
  - Claude Jutra, kanadyjski aktor, reżyser filmowy (ur. 1930)
- 1987:
  - Georges Franju, francuski reżyser filmowy (ur. 1912)
  - Elimelech Rimalt, izraelski rabin, filozof, polityk (ur. 1907)
- 1988 – Claus Toksvig, duński dziennikarz, polityk (ur. 1929)
- 1989:
  - Vladimir Horowitz, amerykański pianista pochodzenia ukraińsko-żydowskiego (ur. 1903)
  - Benigno Zaccagnini, włoski lekarz, polityk (ur. 1912)
- 1990:
  - Marian Adamaszek, polski podporucznik nawigator (ur. 1913)
  - Me’ir Kahane, amerykański rabin, polityk, publicysta (ur. 1932)
- 1991:
  - Stanisław Burzyński, polski piłkarz, bramkarz (ur. 1948)
  - Fred MacMurray, amerykański aktor (ur. 1908)
  - Robert Maxwell, brytyjski magnat prasowy pochodzenia żydowskiego (ur. 1923)
  - Stanisław Nahlik, polski prawnik, wykładowca akademicki (ur. 1911)
- 1992:
  - Árpád Élő, amerykański fizyk, szachista pochodzenia węgierskiego (ur. 1903)
  - Jan Oort, holenderski astronom (ur. 1900)
- 1994:
  - Milan Mladenović, jugosłowiański gitarzysta, wokalista, członek zespołu Ekatarina Velika (ur. 1958)
  - Albiert Szestierniow, rosyjski piłkarz (ur. 1941)
- 1995 – Ernest Gellner, brytyjski filozof, socjolog, antropolog społeczny (ur. 1925)
- 1997 – Isaiah Berlin, brytyjski historyk idei, filozof (ur. 1909)
- 1999 – James Goldstone, amerykański reżyser filmowy i telewizyjny (ur. 1931)
- 2000 – Jimmie Davis, amerykański piosenkarz country (ur. 1899)
- 2001:
  - Roy Boulting, brytyjski reżyser filmowy (ur. 1913)
  - Barry Horne, brytyjski obrońca praw zwierząt (ur. 1952)
- 2002 – Károly Kontha, węgierski piłkarz, trener (ur. 1925)
- 2003 – Władysław Kruczek, polski związkowiec, polityk, poseł na Sejm PRL, przewodniczący CRZZ (ur. 1910)
- 2004 – Jerzy Duda-Gracz, polski malarz, rysownik (ur. 1941)
- 2005:
  - Hugh Alexander Dunn, australijski dyplomata (ur. 1923)
  - John Fowles, brytyjski pisarz (ur. 1926)
  - Maria Grodecka, polska pisarka (ur. 1926)
- 2006:
  - Bülent Ecevit, turecki poeta, tłumacz, polityk, premier Turcji (ur. 1925)
  - Pietro Rava, włoski piłkarz (ur. 1916)
  - Aleksiej Woropajew, rosyjski gimnastyk (ur. 1973)
- 2007:
  - Nils Liedholm, szwedzki piłkarz, trener (ur. 1922)
  - Tadeusz Łabuć, polski konstruktor lotniczy, szybownik (zm. 2007)
  - Tadeusz Zimecki, polski pisarz, dziennikarz, reportażysta (ur. 1929)
- 2008:
  - Baldev Raj Chopra, indyjski reżyser i producent filmowy (ur. 1914)
  - Andrzej Piwowarczyk, polski scenograf i reżyser teatralny (ur. 1954)
- 2010:
  - Jill Clayburgh, amerykańska aktorka (ur. 1944)
  - Hajo Herrmann, niemiecki pilot wojskowy, prawnik (ur. 1913)
  - Bogdan Hussakowski, polski aktor, scenarzysta, reżyser teatralny (ur. 1941)
  - Shirley Verrett, amerykańska śpiewaczka operowa (sopran i mezzosopran) (ur. 1931)
- 2012:
  - Joseph Oliver Bowers, dominicki duchowny katolicki, biskup Saint John’s-Basseterre (ur. 1910)
  - Elliott Carter, amerykański kompozytor (ur. 1908)
  - Szymon Czech, polski producent muzyczny, muzyk, kompozytor, multiinstrumentalista (ur. 1975)
- 2013:
  - Zdzisław Hellwig, polski ekonomista (ur. 1925)
  - Stuart Williams, walijski piłkarz, trener (ur. 1930)
- 2014:
  - Józef Balicki, polski architekt (ur. 1924)
  - Wladimir Mowsisjan, ormiański i radziecki polityk (ur. 1933)
- 2015:
  - Bruno Benthien, niemiecki geograf, polityk (ur. 1930)
  - Czesław Kiszczak, polski generał, polityk, członek WRON, minister spraw wewnętrznych, premier PRL (ur. 1925)
  - Czesław Kupisiewicz, polski humanista, pedagog (ur. 1924)
  - Michaił Lesin, rosyjski polityk (ur. 1958)
- 2016:
  - John Carson, brytyjski aktor (ur. 1927)
  - Stanisław Salamonik, polski meteorolog (ur. 1933)
  - Rodolfo Stavenhagen, meksykański socjolog, dyplomata (ur. 1932)
  - Marek Svatoš, słowacki hokeista (ur. 1982)
- 2017:
  - Roman Armknecht, polski piłkarz (ur. 1934)
  - Roman Bratny, polski prozaik, poeta, publicysta, scenarzysta filmowy (ur. 1921)
  - Walery Pisarek, polski językoznawca, prasoznawca, wykładowca akademicki (ur. 1931)
  - Dionatan Teixeira, brazylijski piłkarz (ur. 1992)
  - Lothar Thoms, niemiecki kolarz torowy (ur. 1956)
- 2018:
  - Irena Dziedzic, polska dziennikarka i prezenterka telewizyjna (ur. 1925)
  - Ali Squalli Houssaini, marokański pisarz, autor słów hymnu Maroka (ur. 1932)
  - Janusz Leydo, polski internista, uczestnik powstania warszawskiego (ur. 1928)
  - Rick Reinert, amerykański twórca filmów animowanych (ur. 1925)
  - Andreas Schweiger, niemiecki biathlonista (ur. 1953)
- 2019:
  - Omero Antonutti, włoski aktor (ur. 1935)
  - Józef Smaga, polski historyk literatury, rusycysta, wykładowca akademicki (ur. 1937)
- 2020:
  - Leonid Osipow, rosyjski piłkarz wodny (ur. 1943)
  - Jim Ramstad, amerykański polityk (ur. 1946)
  - Géza Szőcs, węgierski dziennikarz, poeta, polityk (ur. 1953)
- 2021:
  - Ryszard Grzegorczyk, polski piłkarz, trener (ur. 1939)
  - Sylwan (Kilin), rosyjski duchowny prawosławny, biskup Nowosybirska i całej Syberii (ur. 1939)
  - Marília Mendonça, brazylijska piosenkarka (ur. 1995)
  - Konstantin Wajgin, rosyjski biathlonista (ur. 1964)
- 2022:
  - Aaron Carter, amerykański piosenkarz (ur. 1987)
  - Gabriela Cwojdzińska, polska pianistka, pedagog, działaczka opozycji antykomunistycznej, polityk, senator RP (ur. 1928)
  - Tyrone Downie, jamajski pianista, keyboardzista (ur. 1956)
  - Karmenu Mifsud Bonnici, maltański prawnik, polityk, wicepremier i premier Malty (ur. 1933)
- 2023:
  - Uri Huppert, izraelski prawnik, adwokat, pisarz, dziennikarz, działacz polityczny (ur. 1932)
  - Paolo Magnani, włoski duchowny katolicki, biskup Lodi i Treviso (ur. 1926)
  - Philippe Armand Martin, francuski samorządowiec, polityk, eurodeputowany (ur. 1949)
  - Marek Mikulski, polski koszykarz (ur. 1952)
  - Cēzars Ozers, łotewski koszykarz (ur. 1937)
  - Vladimir Prifti, albański aktor, reżyser i scenarzysta filmowy (ur. 1942)
  - Samuel Sanford Shapiro, amerykański statystyk (ur. 1930)
- 2024:
  - Marise Chamberlain, nowozelandzka lekkoatletka, biegaczka średniodystansowa (ur. 1935)
  - Andrzej Hachuła, polski hokeista (ur. 1960)